# المحاقد وذراع الركب (القفر)

تعديل مصدري - تعديل

المحاقد وذراع الركب محلة تابعة لقرية بني شعيب، التابعة لعزلة بني سيف السافل بمديرية القفر إحدى مديريات محافظة إب في الجمهورية اليمنية، بلغ تعداد سكانها 54 حسب تعداد اليمن لعام 2004.